# Familistère

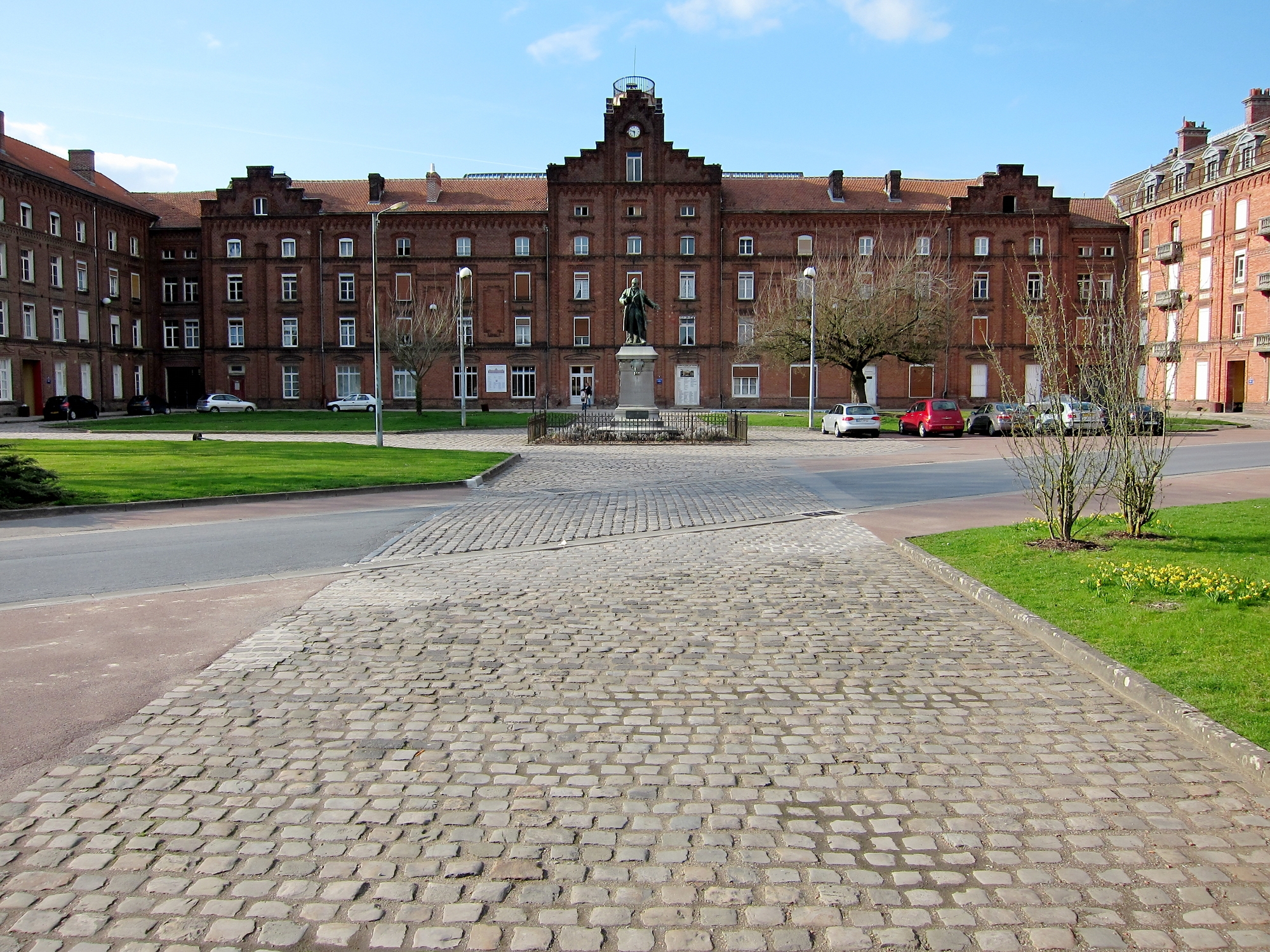
Familistère in Guise, zentraler Flügel

Das Familistère von Guise in Frankreich ist ein durch den Fabrikanten und utopischen Sozialisten Jean-Baptiste André Godin in der Mitte des 19. Jahrhunderts erbauter Gebäudekomplex. Der Komplex wurde errichtet, um den Arbeitern in Godins Fabrik eine Wohnmöglichkeit in Arbeitsnähe zu bieten. Er gilt als der erste soziale Wohnungsbau der Moderne. Die darin enthaltenen Lösungen wurden über 50 Jahre später wieder von Architekten wie Le Corbusier angewandt.

## Architektur

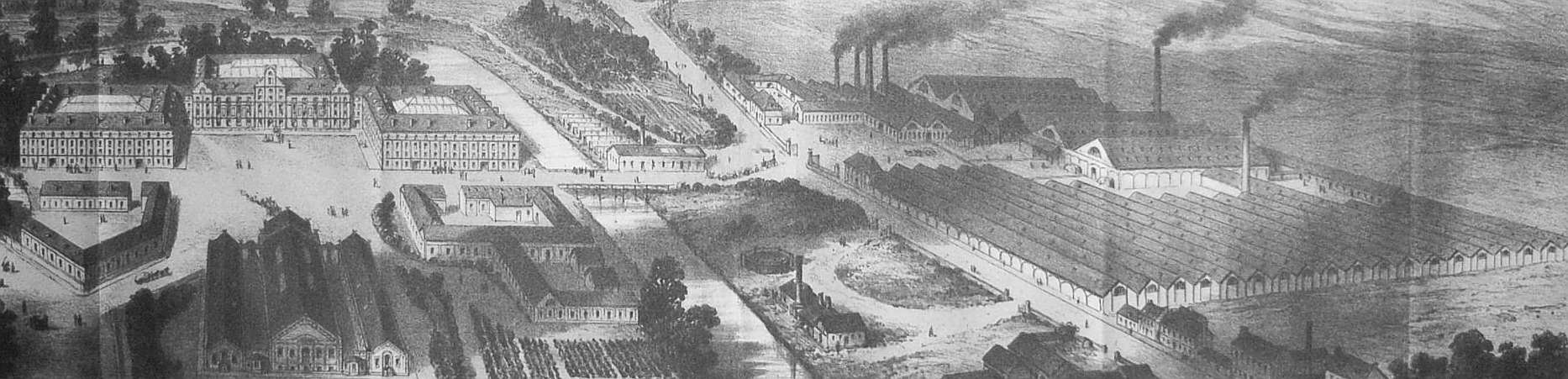
Drei Wohngebäudekomplexe im Hintergrund, Kinderkrippe, Schule und Theater im Vordergrund, rechts Fabrikanlagen, Abb. 19. Jh.

Godin, der sich entschied, die Planung des Komplexes selbst zu übernehmen, orientierte sich dabei an den von Charles Fourier erdachten genossenschaftlichen Phalanstères. Die Anlage steht schlossähnlich in einer Schleife des Flusses Oise. Drei große Wohnkomplexe umschließen jeweils mit Glas überdachte Innenhöfe. Ein vierter offener Komplex steht etwas südlich außerhalb der Anlage. Godin bewohnte selber eine der meist Zwei- oder Dreizimmerwohnungen. Die überdachten Innenhöfe der Wohnkomplexe wurden u. a. für Festivitäten genutzt. Godin legte großen Wert auf gesunde hygienische Bedingungen. So existiert beispielsweise unter den Böden der Höfe eine Frischluftzufuhr. An den Rändern der Glasdächer kann Luft entweichen, um eine angemessene Klimatisierung der Innenhöfe zu erreichen. Des Weiteren war die gemeinschaftliche Nutzung eines Waschhauses an der Oise vorgesehen.
Der rechte und mittlere Flügel sind weitgehend original erhalten. Der nördliche linke Flügel wurde dagegen nach Kriegsschäden im Ersten Weltkrieg wieder aufgebaut, mit Balkonen versehen und erhielt nachträglich architektonische Verzierungen.
Der Komplex besteht aus drei Wohnhäusern, die sich jeweils auf einen großen glasbedachten Innenhof hin orientieren, Schulgebäuden, einer Kinderkrippe, einem Badehaus und einem Theater.

## Heutige Nutzung
Das Genossenschaftsmodell wurde erst in den 1960er Jahren aufgelöst. Der Komplex ist auch heute noch teilweise bewohnt. Zurzeit finden Renovierungsarbeiten im rechten Flügel statt. In den Räumen des Genossenschaftsladens befindet sich ein Café und Museum. Das Theater wird nach wie vor für kulturelle Veranstaltungen, aber auch für eine multimediale Präsentation im Rahmen von Museumsführungen genutzt. Im rechten Flügel befindet sich eine Musterwohnung des Museums.

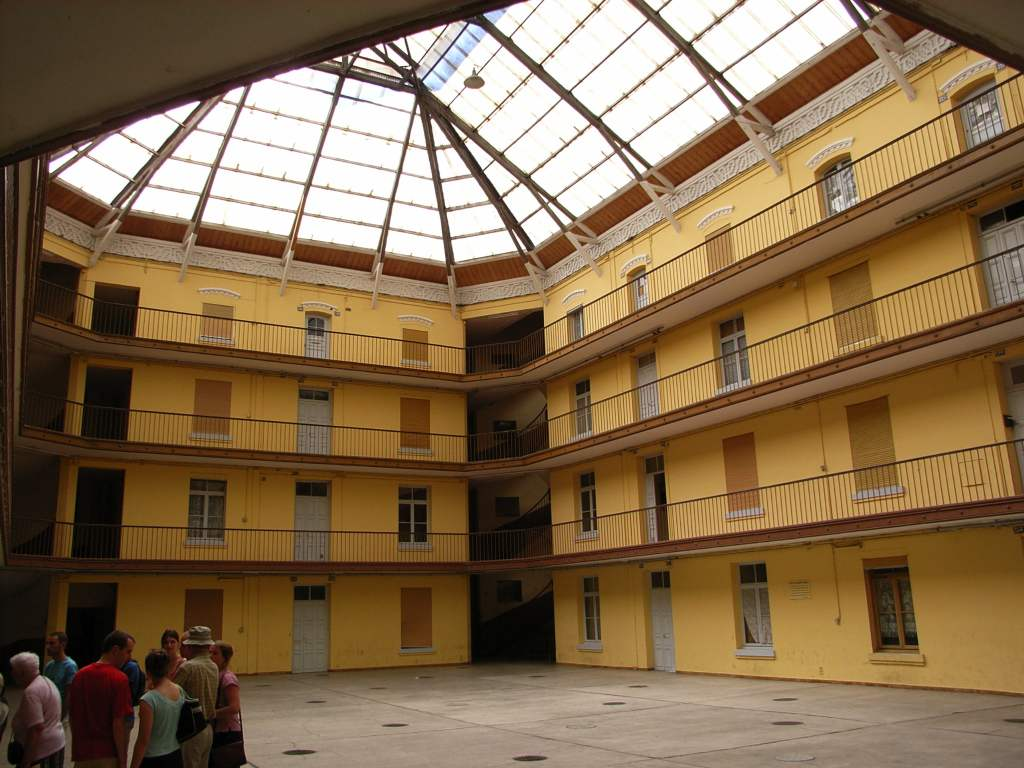
Innenansicht, rechter Flügel
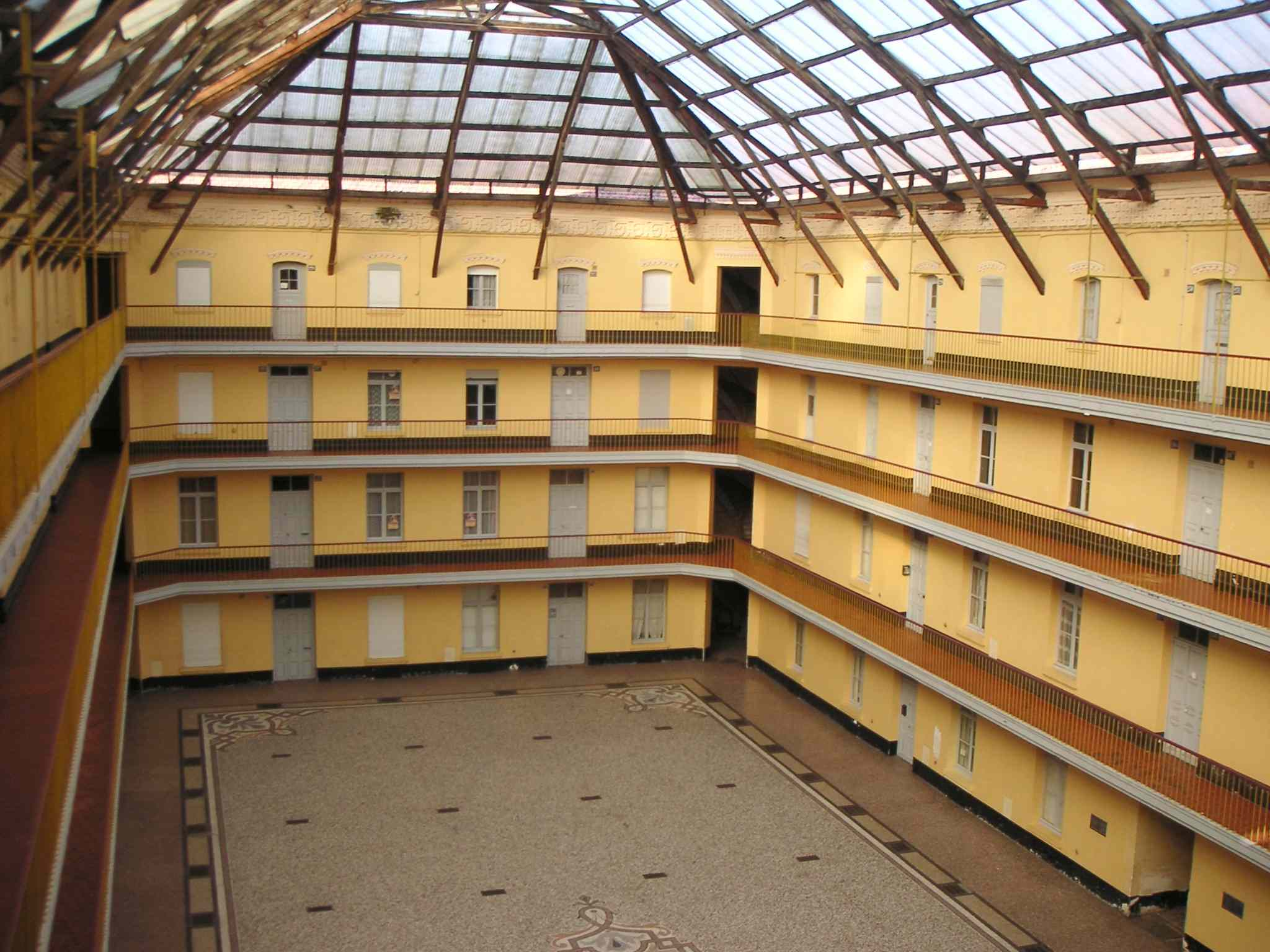
Innenhof, zentraler Flügel
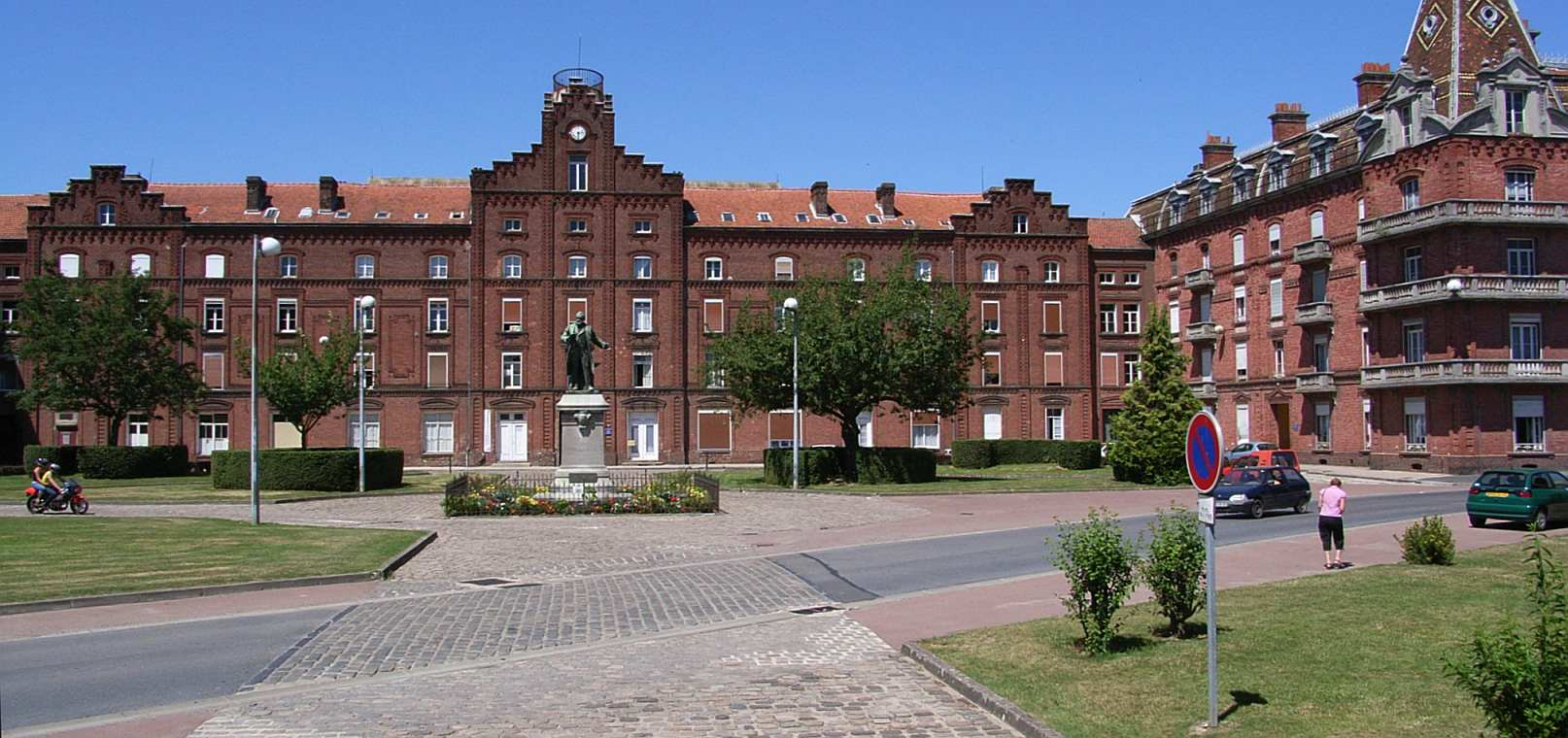
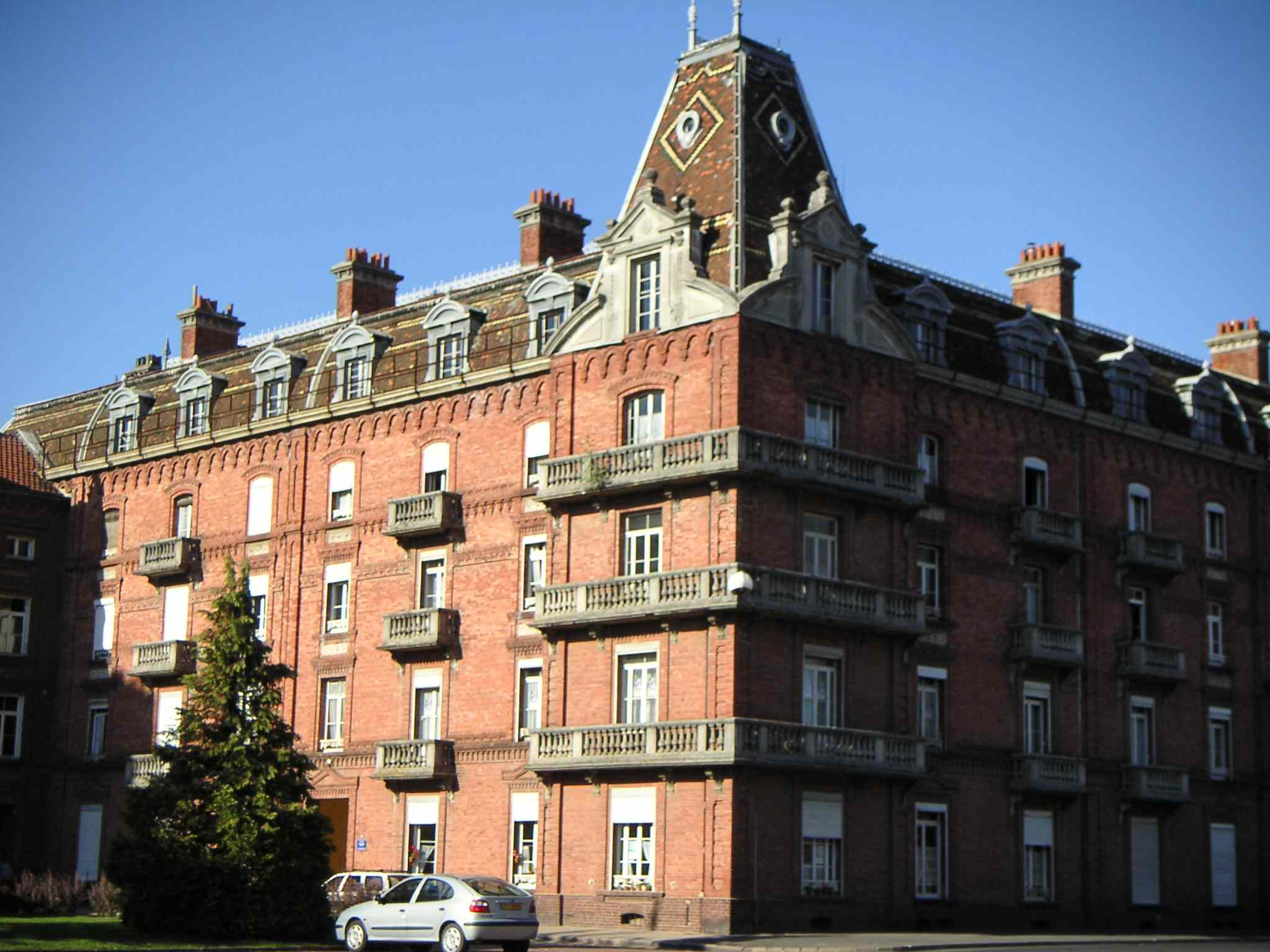
Familistère, rechter Flügel, mit zusätzlichen Verzierungen 1920–22 rekonstruiert
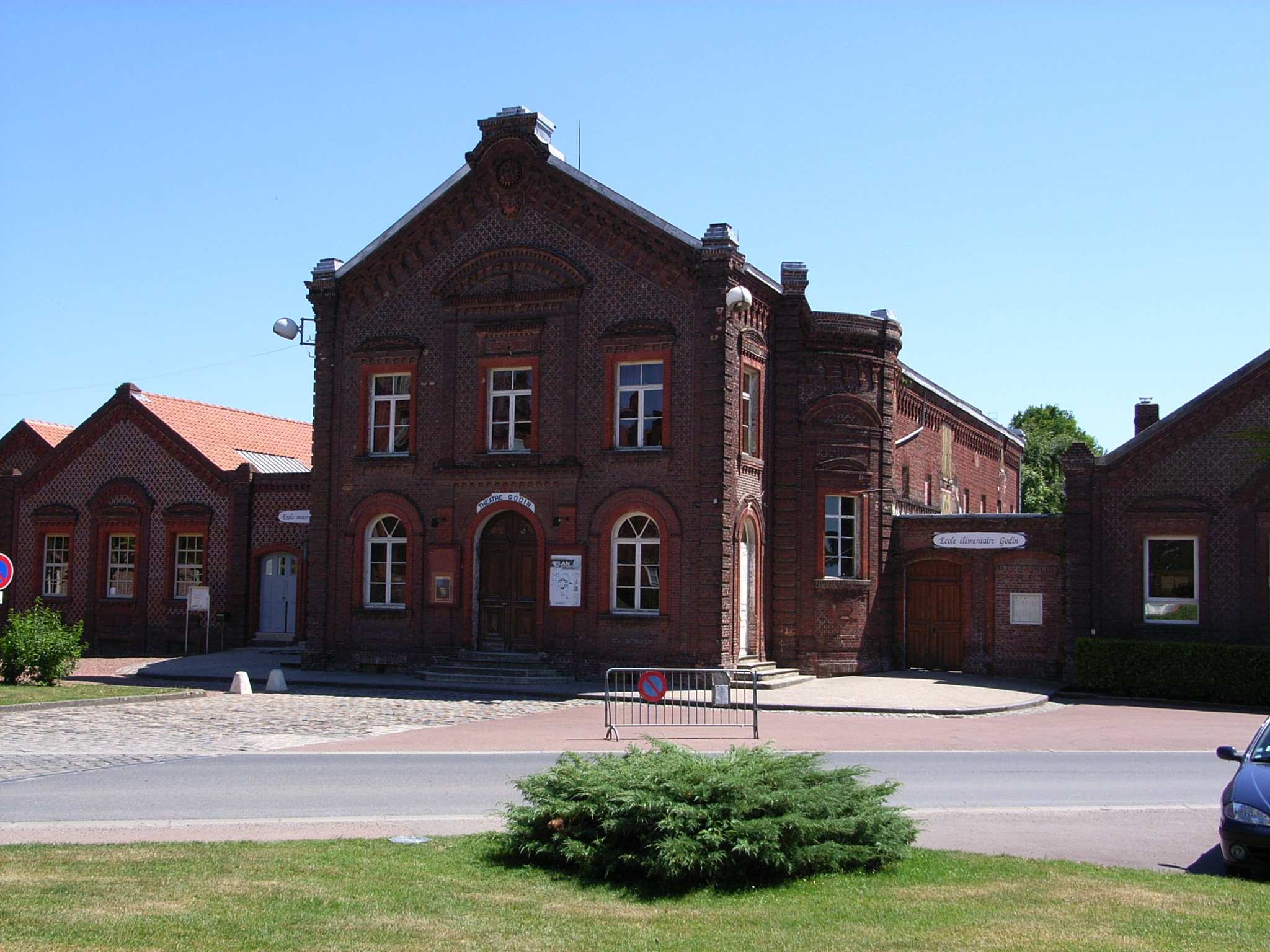
Kinderkrippe, Theater und Schulgebäude

## Film
- Familistère – Eine Sozialutopie im 19. Jahrhundert. Dokumentation, Frankreich, 1997, 28 Min., Buch und Regie: Catherine Adda, Produktion: ARTE France, Les films d’ici, Le musée d’Orsay, Reihe: Baukunst, Inhaltsangabe von arte mit Online-Video-Ausschnitt (3:02 Min.).